# Pante Sukon
Pante Sukon is een bestuurslaag in het regentschap Bireuen van de provincie Atjeh, Indonesië. Pante Sukon telt 354 inwoners (volkstelling 2010).